# Bromek glinu
Bromek glinu, Al2Br6 – nieorganiczny związek chemiczny, sól kwasu bromowodorowego i glinu.
Bezbarwne, higroskopijne ciało stałe.
Stopiony zaliczany do superkwasów. W stanie stałym, ciekłym, gazowym oraz w rozpuszczalnikach słabo solwatujących (np. CS2) występuje w postaci dimeru, Al2Br6. Rozpad na cząsteczki monomeru następuje w wysokich temperaturach:
Al2Br6 → 2 AlBr3 ΔH°diss = 59 kJ/mol
Także w rozpuszczalnikach solwatujących dysocjuje do monomerycznego AlBr3, będącego silnym kwasem Lewisa. W wodzie gwałtownie hydrolizuje z wydzieleniem HBr i hydroksosoli.

## Otrzymywanie
Bromek glinu można otrzymać poprzez reakcję bromowodoru i glinu:
2 Al + 6 HBr → Al2Br6 + 3H2
lub bezpośrednio z pierwiastków:
2 Al + 3 Br2 → Al2Br6

## Zastosowanie
Bromek glinu stosowany jest jako katalizator kwasowy (kwas Lewisa) w reakcji Friedla-Craftsa.